# Trần Công Thức
Trần Công Thức (sinh 1949) là một Thiếu tướng Quân đội nhân dân Việt Nam. Ông từng giữ chức vụ Phó Tư lệnh Quân khu 5, đại biểu Quốc hội Việt Nam khóa X, thuộc đoàn đại biểu Bình Định.

## Thân thế và sự nghiệp
Ông sinh ngày 20 tháng 7 năm 1948 tại phường Hoài Hảo, thị xã Hoài Nhơn, Bình Định
Ông từng giữ chức vụ Chỉ huy trưởng Bộ Chỉ huy quân sự tỉnh Bình Định.
Năm 2002, bổ nhiệm giữ chức Phó Tư lệnh Quân khu 5
Năm 2009, ông nghỉ hưu
Thiếu tướng (2004)